# 無霸勾蜓
是一種存在於東亞的蜻蜓。體長達95—100（3.7—3.9英寸），在臺灣、日本、中華人民共和國與南韓等亞洲地區都有分佈。

## 描述
成虫腹長70—80（2.8—3.1英寸），後翅長55—65（2.2—2.6英寸）。
左右複眼在頭部中央相接。生体的複為顯眼的綠色。体色為黑色，有黃色花紋，胸前有「八」的字樣，胸側有兩條斜帯，腹節細長。

## 分布
廣泛分佈於北海道至八重山諸島的日本列島各地。琉球群島河川系統發達的諸島，如吐噶喇列島、德之島、慶良間群島、宮古列島也有分佈。偶爾見於沖繩本島。
地域個体群的大小和顏色都有差異，北海道、御藏島、屋久島、黑島的個体長度約只有8（3.1英寸）。

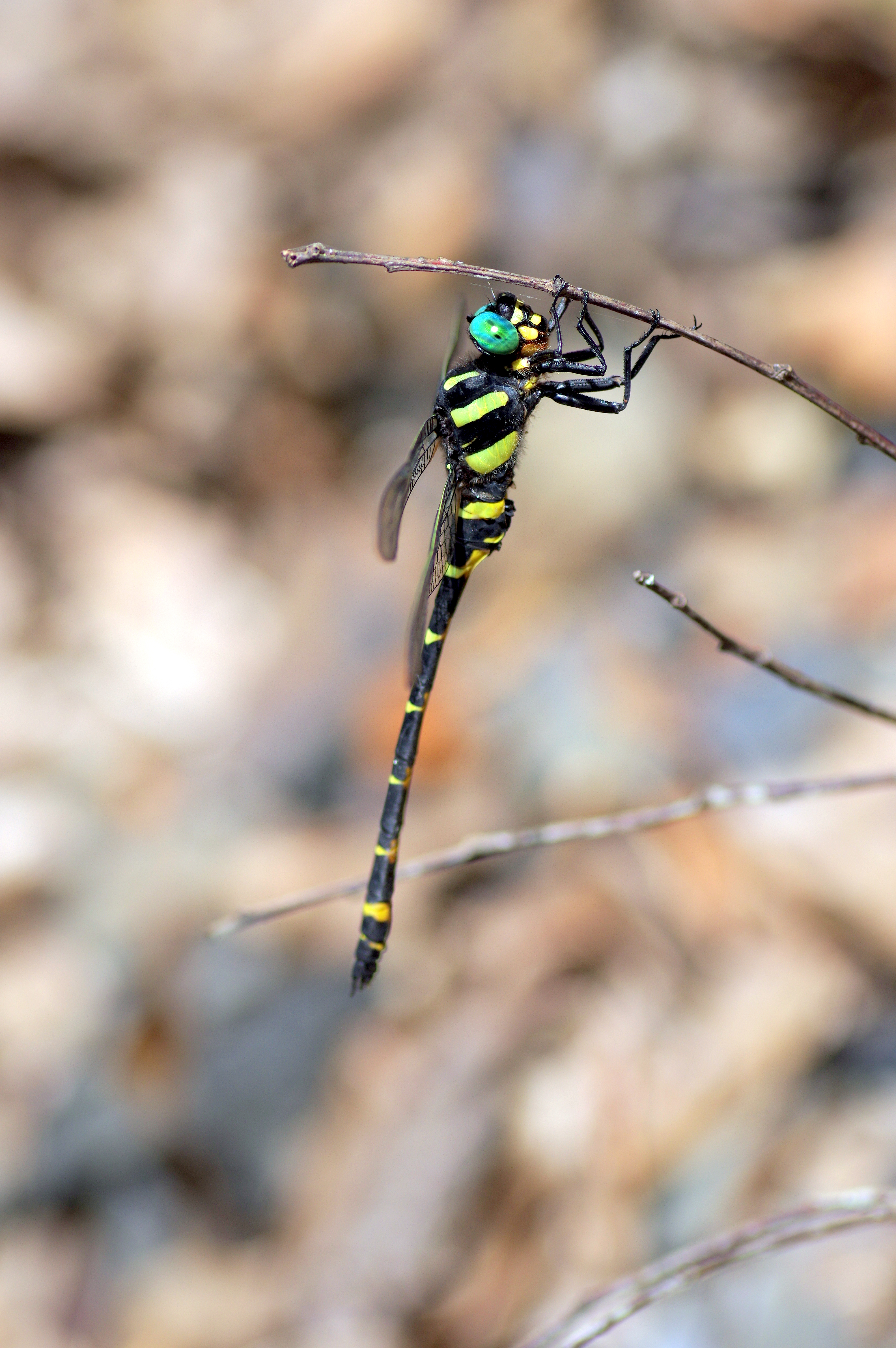
Anotogaster sieboldii

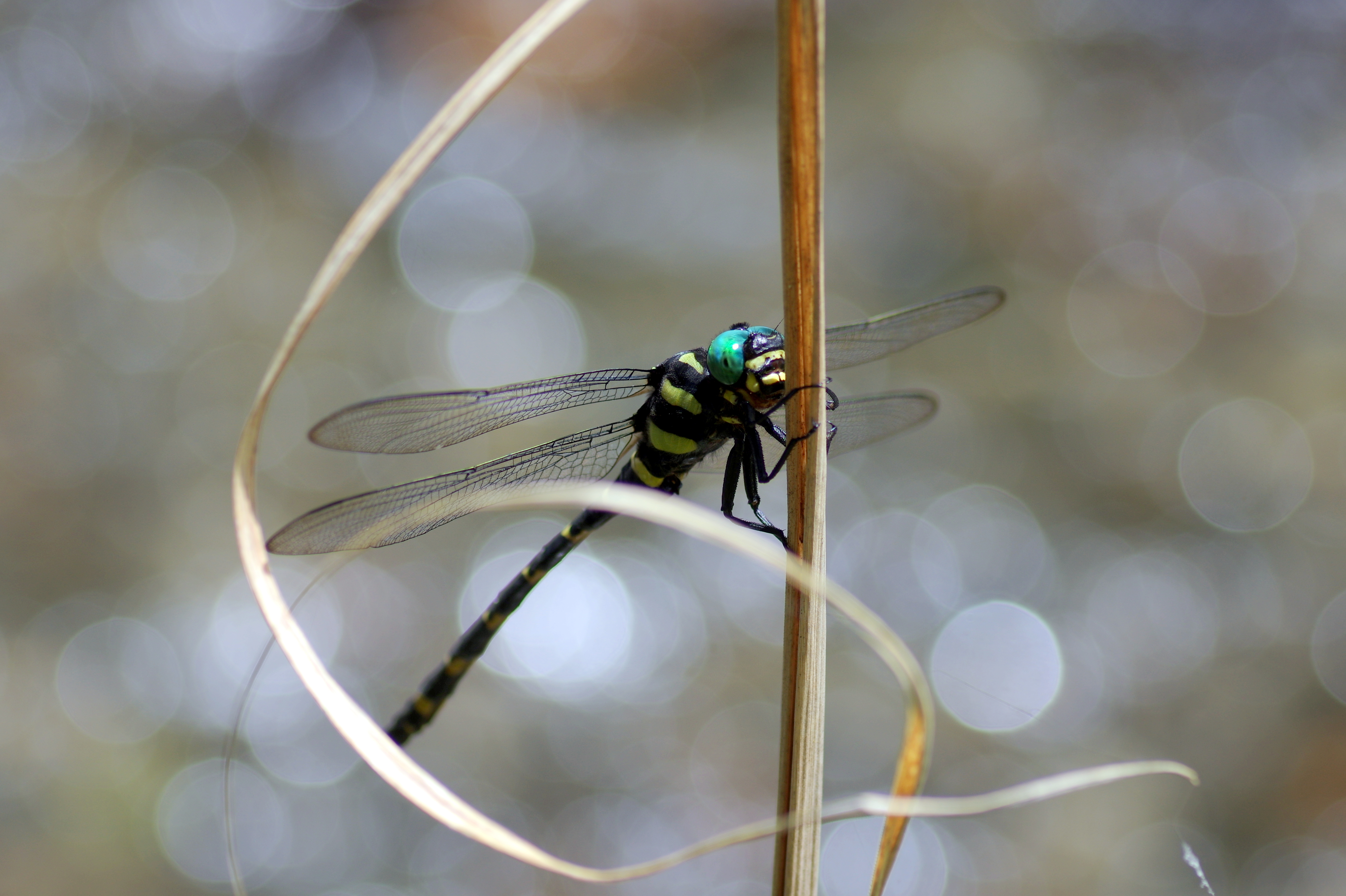
Anotogaster sieboldii

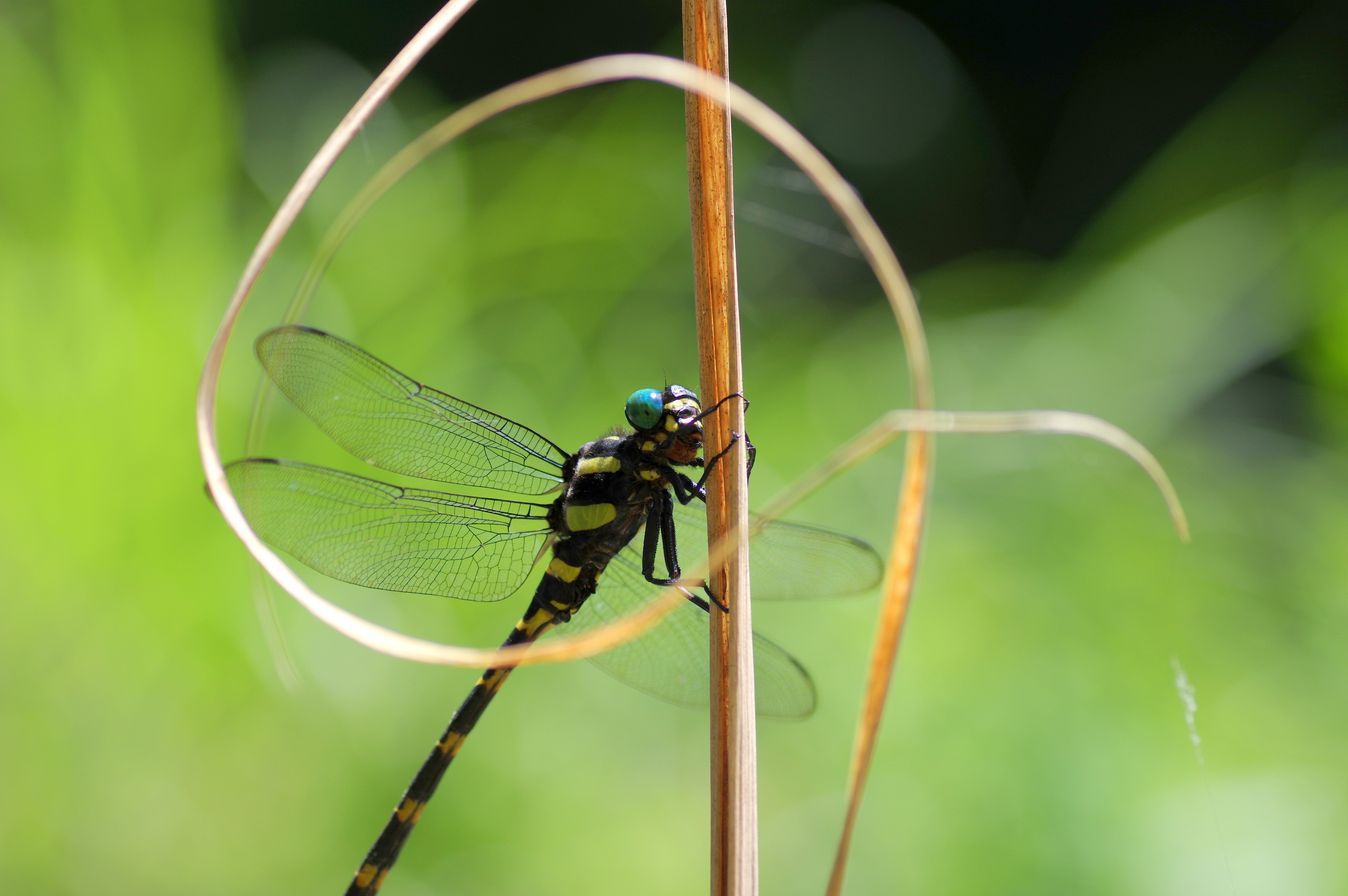
Anotogaster sieboldii